# Indiana Jones i artefakt przeznaczenia
Indiana Jones i artefakt przeznaczenia (ang. Indiana Jones and the Dial of Destiny) – amerykański film przygodowy w reżyserii Jamesa Mangolda z 2023 roku. W piątej odsłonie serii w rolę tytułowego archeologa, Indiany Jonesa, ponownie wciela się Harrison Ford. W filmie występują również m.in. Phoebe Waller-Bridge jako Helena Shaw oraz Mads Mikkelsen jako Jürgen Voller.
To pierwszy film serii niewyreżyserowany przez Stevena Spielberga, który tym razem zajął stanowisko producenta. W przeciwieństwie do poprzednich czterech odsłon, za produkcję odpowiedzialne nie było studio Paramount Pictures.

## Fabuła

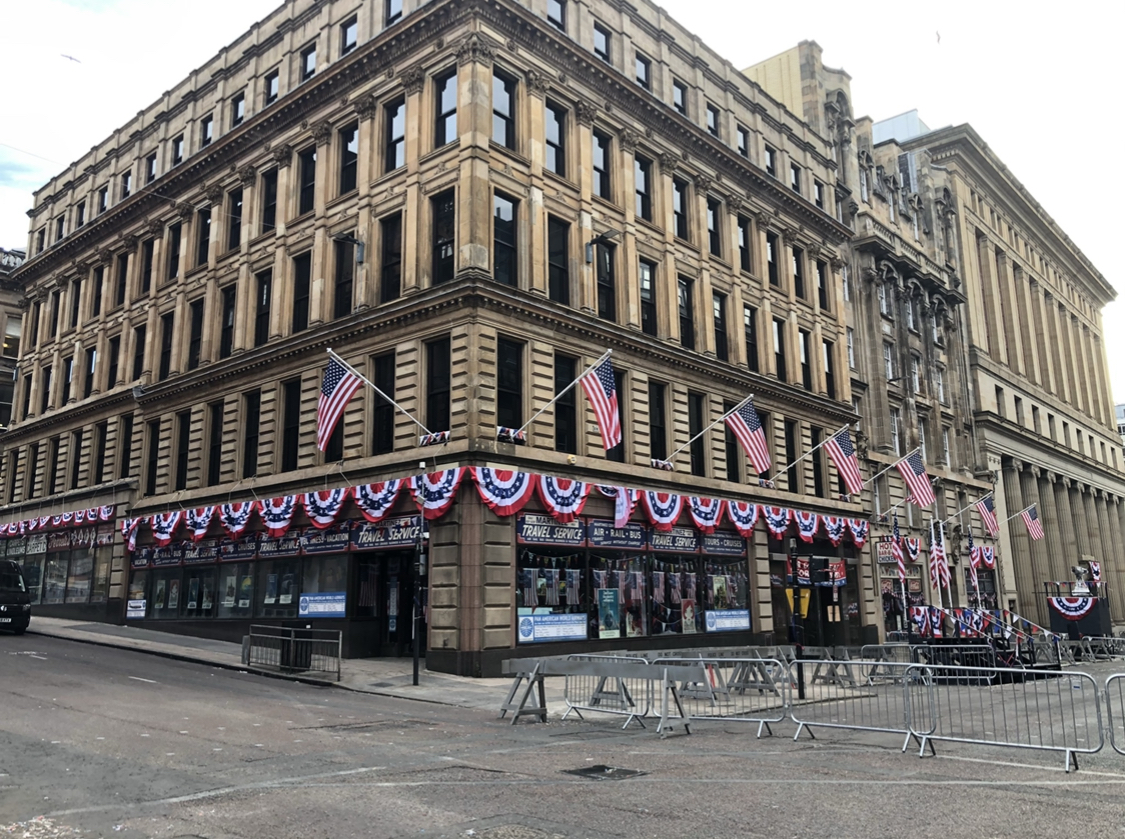
Ulica w Glasgow przygotowana do kręcenia jednej ze scen filmu.

W 1969 roku amerykański archeolog i poszukiwacz przygód Indiana Jones przechodzi na emeryturę, żyjąc na tle wyścigu kosmicznego. Jones zaczął mieć wątpliwości, kiedy rząd Stanów Zjednoczonych zwerbował jego byłych wrogów z czasów II wojny światowej w desperackiej próbie pokonania Związku Radzieckiego w tej rywalizacji. W podróży towarzyszy mu jego córka chrzestna, Helena. Tymczasem Voller, członek NASA i były nazista zaangażowany w program lądowania na Księżycu, pragnie uczynić świat lepszym miejscem zgodnie z jego wartościami. W tym celu zamierza użyć mechanizmu z Antykithiry do podróży w czasie.

## Obsada
- Harrison Ford – dr Henry „Indiana” Jones Jr.
- Phoebe Waller-Bridge – Helena Shaw
- Mads Mikkelsen – Jürgen Voller
- Thomas Kretschmann – Weber
- Boyd Holbrook – Klaber
- Shaunette Renée Wilson – Mason
- Toby Jones – Basil Shaw
- Antonio Banderas – Renaldo
- John Rhys-Davies – Sallah
- Ethann Isidore – Teddy Kumar
- Karen Allen – Marion

## Produkcja
Główny okres zdjęciowy filmu rozpoczął się w czerwcu 2021. Zdjęcia zakończono w lutym 2022. Wykorzystano w filmie następujące lokacje: 
- Anglia (zamek Bamburgh w hrabstwie Northumberland);
- Szkocja (Glasgow, Leaderfoot Viaduct w hrabstwie Scottish Borders);
- Maroko (Fez);
- Sycylia (Segesta i San Vito Lo Capo w prowincji Trapani)[7].

## Promocja
Pierwotny polski tytuł filmu, zaprezentowany podczas premiery pierwszego zwiastuna w grudniu 2022 roku, brzmiał Indiana Jones i tarcza przeznaczenia.